# Gare de Hope (Arkansas)
Ne pas confondre avec la gare de Hope en Colombie-Britannique.
La gare de Hope est une gare ferroviaire des États-Unis, située sur le territoire de Hope dans l'État de l'Arkansas.

## Histoire
Elle est mise en service en 1912.

## Service des voyageurs

### Desserte
Ligne d'Amtrak : Le Texas Eagle: Los Angeles - Chicago.